# Kuninga 30
Kuninga 30 est un bâtiment de la ville de Pärnu, en Estonie.

## Description
Le bâtiment, achevé en 1759, est classé monument culturel national.
Aujourd'hui, un hôtel et le café Pastoraat Cafe, fonctionnent dans le bâtiment.

## Histoire
Le bâtiment a été construit en 1759 en tant que presbytère de l'église Sainte-Élisabeth à la place du presbytère en bois situé au même endroit.
Sa reconstruction en 1816, a donné au bâtiment un style néo-classique.
De 1809 à 1846, Johann Heinrich Rosenplänter, le pasteur de l'église Sainte-Élisabeth, a vécu dans la maison et y a dirigé une école normale de formation des maîtres d'école  de 1814 à 1820.
Le bâtiment a été rénové à nouveau en 1846-1848.
En 1856, un escalier en aile de cour est ajouté. En 1881, le presbytère a déménagé dans la rue Pühavaimu et le bâtiment a commencé à être utilisé par les établissements d'enseignement.
Dans les années 1884-1885, le bâtiment a été agrandi vers l'est, la classe préparatoire du lycée des garçons de Pärnu a été ouverte dans cette extension. À cette fin, l'ancienne grange en bois a été démolie et un étage  a été construit dans un style néoclassique.
Plus tard, une école de formation industrielle a fonctionné dans le bâtiment, puis une école technique comptable et industrielle, puis une école technique de la tourbe.
Au cours de la rénovation de 1975-1976, le bâtiment a retrouvé son aspect extérieur de la fin du XIXe siècle.
Au début du XXIe siècle, le bâtiment est resté longtemps inutilisé et était donc en mauvais état. En 2011, le bâtiment a été vendu à des particuliers, mais le nouveau propriétaire n'a pas pu rénover le bâtiment. Par conséquent, en 2017, le bâtiment a été acheté par l'entreprise de construction Crimine OÜ, qui a commencé à rénover le bâtiment. La reconstruction a été achevée en 2018 et un hôtel et un café Pastoraat Cafe ont été ouverts dans le bâtiment.